# Principatus
A principatus a Római Császárság első uralmi berendezkedése volt, melynek élén a princeps állt. Lényegében köztársasági formákkal leplezett egyeduralom. Bár kétségtelenül monarchikus berendezkedésnek minősül, a Római Köztársaság számos politikai és társadalmi intézményét átörökítette, ha csak névleg is. A 3. század végén a despotikus jellegű dominatus váltotta fel, mely egészen a bizánci időszakig fennmaradt.

## A rendszer kialakulása
A római res publica idején az államügyeket irányító senatusban minden évben kijelöltek egy tekintélyes senatort, akinek az a megtisztelő szerep járt, hogy elsőként szavazhatott. Őket nevezték princeps senatusnak, a „senatus elöljárójának”. A cím legfeljebb viselőjének megbecsültségét, politikai súlyát jelölte, ám konkrét hatalom nem párosult hozzá.
Octavianus, a későbbi Augustus érdeme, hogy a princepsi címre egyeduralmat tudott alapozni. Miután a Kr. e. 1. század polgárháborúi során a legtöbb nagy múltú, befolyásos politikuscsalád létszáma erősen megritkult, képviselőik pedig a viharos időkben életüket vagy vagyonukat vesztették, Marcus Antonius legyőzésével az ifjú politikus egyedüli „erős emberként” maradt meg a római politika színpadán. Helyzetét erősítette, hogy miután Kr. e. 30-ban Egyiptom birtokosa lett, mérhetetlen gazdagság felett rendelkezhetett, amelyből továbbra is fenn tudta tartani hadseregét. A lehetőség adott volt egy leplezetlen katonai diktatúra kiépítésére, ám Octavianus tanult Julius Caesar hibájából – egyeduralmát úgy alapozta meg, hogy látszólag a köztársasági kereteken belül maradt, nem hágott át egyetlen korábbi törvényt sem, amit Caesar gátlástalanul megtett tisztséghalmozásaival.
A leggazdagabb és legkomolyabb haderővel rendelkező római együttműködése a senatusszal harmonikus volt, ezt garantálta a princepsi cím. Ennek birtokában ugyanis Augustus úgy jelezhette a birodalmi előkelőségek számára, hogy mi a szándéka, hogy annak módjában állt legalább beleegyezését kifejezni, így látszólag továbbra is a senatus határozatai irányították a birodalmat: az uralkodó hivatalosan a testülettől kapta évről évre a főhatalmat (imperium maius) és a számára sérthetetlenséget és vétójogot biztosító tribunusi hatalmat (tribunicia potestas).

## A principatus története
Augustus és utódai, a Iulius–Claudius-dinasztia császárai nem sokban változtattak az augustusi államberendezkedésen, bár Claudius már megkezdte saját adminisztrációja függetlenítését az államitól (a scriniumok létrehozásával). A Flaviusok az öröklött modellt vitték tovább: Vespasianust például a senatus tette császárrá az Augustust megillető minden jog hivatalos ráruházásával.
Nerva 96-os trónra lépésével, az ún. „Antoninus-dinasztia” 192-ig tartó uralkodásával a senatus és a princepsek együttműködésének virágkora kezdődött. Nem véletlenül Traianust illették optimus princeps (legjobb császár) címmel – a korban divatos sztoikus felfogásnak nagyon jól megfelelt, hogy az egyes uralkodók nem családjukban örökítik tovább a trónt, hanem a legalkalmasabbnak tűnő személy adoptálásával jelölnek ki utódot. Ez a rend Commodus esetében már felborult, és az önmagát istenítő uralkodó meggyilkolását követően a principatus rendje a leplezetlen katonai monarchia felé tolódott el.
Már a Severusok alatt komoly hangsúlyt fektettek a hadsereg támogatásának megnyerésére, illetve fenntartására az egyes uralkodók, majd a katonacsászárok korának 235-ben kezdődő zűrzavaros, belső trónviszályoktól és külső támadásoktól terhes évtizedeiben gyakorlatilag kizárólagossá vált a katonai bázis favorizálása a senatus rovására.
Amikor Diocletianus 283-ban átvette a hatalmat, és végleg szakított a senatori elittel, bevezetve az erős vallási kultusszal párosuló, abszolutisztikus dominatis rendszerét, csak a 3. század folyamatainak betetőzése volt. Az új rendszer – igaz, I. Constantinusnak és utódainak köszönhetően keresztény ideológiával áthangszerelve – életképesnek bizonyult, amit a Bizánci Birodalom 1453-ig tartó története is igazol.